# Иполит Тен
Иполит Адолф Тен (фр. Hippolyte Adolphe Taine; Вузјер, 21. април 1828 — Париз, 5. март 1893) био је француски књижевни критичар и историчар. Познат је по томе што је дао теоријску подлогу за натуралистички покрет у француској књижевности, а био је и један од главних заговорника социолошког позитивизма, ондносно првих заговорника историцистичке критике. Сматра се да је са њим започео покрет зван књижевни историцизам. Тен је упамћен по трокраком приступу контекстуалног проучавања уметничких дела, темељеном на аспектима као што су раса, средина и моменат.
Иполит Тен је имао значајан утицај на потоњу француску књижевност, првенствено на стваралаштво Емила Золе, Пола Буржеа и Мопасана.

## Биографија
Тен је рођен у Вузјеру, 21. априла 1828. године. Након смрти свог оца, Тен је са 13 година, 1841. године, отишао у интернат Institution Mathé, чији су часови били под управом Бурбонског колеџа. Био је веома добар ђак, освајао бројне награде, како из природних, тако и из друштвених предмета, и добио два бакалауреата пре своје 20. године. Тенова изопштеничка политика довела је до разних потешкоћа у похађању наставе, па је његова рана академска каријера била изразито мешовита; он је пао пријемни за националну Concours d'Agrégation 1851. године. Након што је његова дисертација на тему сензације била одбијена, Тен је напустио студије друштвених наука, осећајући да је књижевност сигурнија. Довршио је докторат на Сорбони 1853. године са знатно више успеха на овом новом пољу; његова дисертација, Есеј о Лафонтеновим бајкама, освојила је награду Француске академије.
Члан Француске академије, на позицији 25, био је од 1878. године.

## Политика
Тен је био критикован у своје време, а и након смрти, како од стране конзервативаца, тако и од стране либерала; његова политика била је идиосинкратска, али је имала конзистентан низ скептицизма према левици; са 20 година, Тен је написао да је „право својине апсолутно”. Петер Геј описао је Тенову реакцију према Јакобинцима као стигматизацију, позивајући се на Француску револуцију, за коју је Тен тврдио:
Неки радници су лукави политичари чији је једини циљ да опреме јавност речима, уместо стварима; други, обична пискарала апстракције, или чак незналице, и неспособни да разликују речи од ствари, замишљају да они сами формулишу законе нижући велики број фраза.
Ова реакција довела је до тога да Тен одбаци Француски устав из 1793. године као Јакобински документ, непоштено представљеног Французима. Тен је одбацио принципе Револуције у корист индивидуализма својих концепата регионализма и расе, и то до те мере да га је један писац назвао једним од „најразговетнијих заступника француског национализма и конзерватизма”.
Други писци, међутим, тврде да је Тен, иако је показао повећани конзерватизам током своје каријере, ипак формулисао и алтернативу рационалистичком либерализму који је утицао на социјалну политику Треће Републике. Тенова комплексна политика остала је и дан-данас тешка за читање; иако су му се либерали попут Анатола Франса дивили, он је био предмет значајног презира у 20. веку, са свега неколико историчара који су настојали да обнове његов углед.

## Раса, средина и моменат
Тен је свакако најпознатији по свом покушају научног објашњења књижевности, базираног на раси, средини и моменту (фр. race, milieu et moment). Ови термини постали су веома популарни у књижевној критици, а често се користе и измењене верзије ове тројке, односно речи нација, ситуација и време.
Тен је тврдио да је књижевност у великој мери производ ауторовог окружења и да анализа тог окружења може да допринесе савршеном разумевању књижевног дела. У том смислу, Тен је био социолошки позитивиста, иако са значајним разликама. Тен није мислио на расу у данашњем смислу значења те речи, него на колективне културне одредбе које одређују свакога без његовог знања или пристанка. Оно што разликује појединце у оквиру тог колектива „расе” био је, за Тена, моменат: посебне околности које изврћу или развијају диспозиције поједине особе. Тај „моменат” представља акумулирана искуства појединца, кога је Тен често називао и „импулсом”: неким каснијим критичарима, ипак, Тенова концепција момента чинила се веома слична цајтгајсту.
Иако је Тен сковао и популаризовао фразу „раса, средина и моменат”, теорија као сама има корене у ранијим покушајима да се разуме естетски објекат као друштвени производ, а не као спонтана креација генија. Чини се да су на Тена у великој мери утицале Хердерове идеје људи и нације у његовој концепцији расе; шпански писац Емилија Пардо Базан истакла је да је кључни претходник Тенове идеје било дело Жермене де Стал које је обрађивало однос између уметности и друштва.

## Утицај
Тенов утицај на француску интелектуалну културу и књижевност био је огроман. Посебно је имао специфичан однос са Емилом Золом. Како је критичар Филип Вокер рекао за Золу: „Од стране до стране, укључујући многа његова најупечатљивија дела, може се видети огромна количина мимезиса узајамног дејства између сензације и маште, које је Тен надугачко проучавао и из кога, како је он веровао, настаје свет ума”. Золино ослањање на Тена је, ипак, понекад схваћено као грешка; Мигел де Унамуно, након почетне фасцинираности Теном и Золом, закључио је на крају да је Тенов утицај на књижевност, све у свему, био негативан.
Тен је такође утицао на низ националистичких књижевних покрета широм света, који су користили његову идеју како би тврдили да њихове земље имају посебну књижевност и стога посебно место у историји књижевности. Поред тога, пост-модерна књижевна критика, која се бавила везом између књижевности и друштвене историје, наставила је да цитира Тенова дела и да користи идеју о раси, средини и моменту. Критичар Џон Чепл је, на пример, користио израз као илустрацију сопственог концепта „композитне историје”.
Тен је делио кореспоненцију са филозофом Фридрихом Ничеом, који га је касније поменуо у свом делу С оне стране добра и зла као „првог живог историчара”. Тен је такође био предмет докторске дисертације Штефана Цвајга која носи назив Филозофија Иполита Тена.

## Критика
Главна критика расе, средине и момента у време када је ова идеја настала била је та да она не узима у довољној мери индивидуалност уметника, посебно креативност генија, идеје често испољаване током романтизма. Чак је и Зола, који је много дуговао Тену, имао тај приговор, тврдећи и да уметников темперамент може да доведе до стварања јединствених уметничких избора различитих од околине која је обликовала његово опште мишљење; Золин главни пример био је сликар Едуард Мане. Слично, Густав Ленсон је тврдио да раса, средина и моменат нису могле да међусобно чине генија; он је такође сматрао да је Тен боље објаснио медиокритет неголи величину.
Посебна критика се односи на могуће аљкавости логике и научне основе ова три концепта. Како је Лео Спицер написао, стварна наука идеје, која је нејасно дарвиновска, прилично је слаба, и убрзо након што је Теново дело објављено јавио се велики број критика у научним круговима. Спицер је такође истакао да међусобна повезаност ова три појма никад није била добро схваћена и да је могуће да је моменат само непотребни додатак обухваћен другим двема појмовима.

### Историја
- Belloc, Hilaire (1906). “Ten Pages of Taine,” The International Quarterly, Vol. 12, pp, 255–272.
- Cobban, Alfred (1968). „Hippolyte Taine, Historian of the French Revolution”. History. 53 (179): 331—341. doi:10.1111/j.1468-229X.1968.tb01226.x..
- Divanna, Isabel (2010). Writing History in the Third Republic. Cambridge Scholars Publishing. ISBN 978-1443819343.
- Evans, Colin (1978). "Taine and his Fate" Nineteenth-century French Studies, Vol. 6. стр. 118–128.
- Furet, François; Mona Ozouf, ур. (1989). A Critical Dictionary of the French Revolution. Harvard University Press. стр. 1011—20..
- Guérard, Albert Léon (1913). "Critics and Historians: Sainte-Beuve, Taine." In: French Prophets of Yesterday. New York: D. Appleton and Company. стр. 201–223.
- Weinstein, Leo (1972). Hippolyte Taine. New York: Twayne Publishers.
- Wilson, H. Schütz (1894). "Carlyle and Taine on the French Revolution" The Gentleman's Magazine, Vol. CCLXXVII. стр. 341–359.

### Језик и књижевност
- Babbitt, Irving (1912). "Taine." In: The Masters of Modern French Criticism. New York: Houghton Mifflin Company. стр. 218–256.
- Eustis, Alvin A. (1951). Hippolyte Taine and the Classical Genius. Berkeley, Calif.: University of California Press.
- Fouillée, Alfred (1902). “The Philosophy of Taine and Renan,” The International Quarterly, Vol. 6. стр. 260–280.
- Kamuf, Peggy . "The Analogy of Science: Taine." In: The Division of Literature: Or the University in Deconstruction. University of Chicago Press. (1997). стр. 85.–92.
- Lemaître, Jules (1921). "Hippolyte Taine." In: Literary Impressions. London: Daniel O’Connor. стр. 219–225.
- Brown, Marshall (1997). "Why Style Matters: The Lessons of Taine's 'History of English Literature'." In: Turning Points. Stanford: Stanford University Press, 33–87.
- Gates, Lewis E. (1900). "Taine's Influence as a Critic." In: Studies and Appreciations. New York: The Macmillan Company. стр. 192–204.
- Morawski, Stefan (1963). „The Problem of Value and Criteria in Taine's Aesthetics”. The Journal of Aesthetics and Art Criticism. 21 (4): 407—422. doi:10.1111/1540_6245.jaac21.4.0407.. стр. 407–421.
- Nias, Hilary (1999). The Artificial Self: The Psychology of Hippolyte Taine. Oxford: Legenda.
- Nitze, William & Dargan, E. Preston (1922). "The Philosophers: Comte, Taine, Renan." In: A History of French Literature. New York: Henry Holt & Company. стр. 645–656.
- Rae, W. Fraser (1861). "The Critical Theory and Writings of H. Taine" The Westminster Review, Vol. 76. стр. 55–90.
- Rawlinson, G.C. (1917). "Hippolyte Taine." In: Recent French Tendencies. London: Robert Scott. стр. 19–24.
- Roe, F.C. . "A Note on Taine's Conception of the English Mind." In: Studies in French Language, Literature and History. Cambridge University Press. (1949). стр. 189.–192.
- Sullivan, Jeremiah J. (1973). „Henry James and Hippolyte Taine: The Historical and Scientific Method in Literature”. Comparative Literature Studies. 10 (1): 25—50..
- Thieme, Hugo P. (1902). „The Development of Taine Criticism since 1893”. Modern Language Notes. 17 (2): 36—41. JSTOR 2917638. doi:10.2307/2917638.
- Thieme, Hugo P. (1902). „The Development of Taine Criticism since 1893”. Modern Language Notes. 17 (3): 70—77. JSTOR 2917842. doi:10.2307/2917842.
- Wellek, René (1959). „Hippolyte Taine's Literary Theory and Criticism”. Criticism. 1 (1): 1—18..
- White, John S. (1943). „Taine on Race and Genius”. Social Research. 10 (1): 76—99..